# Atletica leggera ai Giochi della XVIII Olimpiade - 110 metri ostacoli

Video della Finale (immagini in B/N)

La competizione dei 110 metri ostacoli di atletica leggera ai Giochi della XVIII Olimpiade si è disputata nei giorni 17 e 18 ottobre 1964 allo Stadio Nazionale di Tokyo

## L'eccellenza mondiale
| Primatista mondiale      | 13"2 1959 | Martin Lauer       | Ritirato 1960 |
| Campione olimpico 1960   | 13"8      | Lee Calhoun        | Ritirato 1960 |
| Campione europeo 1962    | 13"8      | Anatolij Michailov | Presente      |
| Vincitore dei Trials USA | 13"6      | Willie Davenport   | Presente      |

## La gara
Il miglior tempo delle batterie è di Anatolij Michailov con 14"1.

Il sovietico vince anche la prima semifinale in 13"9 (eliminato il vincitore dei Trials, Willie Davenport, solo settimo). Con lo stesso tempo Harold Lindgren prevale nella seconda. Guadagnano la finale tutti e tre gli italiani iscritti alla gara: Giorgio Mazza (3° nella prima semifinale), Giovanni Cornacchia (2° nella seconda) ed Eddy Ottoz (4° sempre nella seconda semifinale). Si tratta di un exploit unico nella storia dell'atletica italiana ai Giochi olimpici.
In finale i due americani conducono la gara sin dal secondo ostacolo: Hayes Jones è leggermente davanti al connazionale Blaine Lindgren. I due tagliano il traguardo in quest'ordine. Negli ultimi ostacoli rinviene il sovietico Anatolij Michailov, che giunge terzo separato dall'argento da pochi centesimi.

Eddy Ottoz, destinato ad una brillante carriera ma penalizzato dalla pioggia battente che lo costringe a gareggiare senza occhiali, si classifica 4º, davanti all'indiano Singh Randhawa e al francese Duriez, mentre Cornacchia e Mazza si piazzano rispettivamente 7° ed 8° entrambi in 14"1. 

Hayes Jones era arrivato secondo ai Trials.

## Risultati

### Turni eliminatori
| 5 Batterie   | 17 ottobre | 36 partenti   | Si qualificano i primi 3, più il miglior tempo. |
| 2 Semifinali | 18 ottobre | 8 + 8         | Si qualificano i primi 4.                       |
| Finale       | 18 ottobre | 8 concorrenti |                                                 |

### Batterie
| Pos. | Atleta           | Nazione                 | Tempo Ufficiale | Tempo Ufficioso |
| ---- | ---------------- | ----------------------- | --------------- | --------------- |
| 1    | Giorgio Mazza    | Italia                  | 14"2            | 14"26           |
| 2    | Willie Davenport | Stati Uniti             | 14"2            | 14"44           |
| 3    | Hirokazu Yasuda  | Giappone                | 14"5            | 14"53           |
| 4    | Folu Erinle      | Nigeria                 | 14"5            | 14"57           |
| 5    | Aggrey Awori     | Uganda                  | 14"6            | 14"68           |
| 6    | Arnaldo Bristol  | Porto Rico              | 14"6            | 14"69           |
| 7    | Wallie Babb      | Rhodesia Settentrionale | 14"7            | 14"80           |

| Pos. | Atleta             | Nazione          | Tempo Ufficiale | Tempo Ufficioso |
| ---- | ------------------ | ---------------- | --------------- | --------------- |
| 1    | Blaine Lindgren    | Stati Uniti      | 14"2            | 14"2            |
| 2    | Aleksandr Kontarev | Unione Sovietica | 14"2            | 14"26           |
| 3    | Hinrich John       | Germania         | 14"3            | 14"39           |
| 4    | Laurie Taitt       | Gran Bretagna    | 14"5            | 14"52           |
| 5    | Ghulam Raziq       | Pakistan         | 14"7            | 14"76           |
| 6    | Heriberto Cruz     | Porto Rico       | 14"9            | 14"93           |
| 7    | Juan Carlos Dyrzka | Argentina        | 15"2            | n/d             |
| 8    | Simbara Maki       | Costa d'Avorio   | 15"3            | n/d             |

| Pos. | Atleta              | Nazione          | Tempo Ufficiale | Tempo Ufficioso |
| ---- | ------------------- | ---------------- | --------------- | --------------- |
| 1    | Anatolij Michailov  | Unione Sovietica | 14"1            | 14"13           |
| 2    | Giovanni Cornacchia | Italia           | 14"2            | 14"25           |
| 3    | Bo Forssander       | Svezia           | 14"3            | 14"35           |
| 4    | Cliff Nuttall       | Canada           | 14"8            | 14"82           |
| 5    | Bernard Fournet     | Francia          | 14"8            | 14"83           |
| 6    | Çetin Şahiner       | Turchia          | 15"1            | 15"12           |
| 7    | Virgil Okiring      | Uganda           | 15"5            | n/d             |

| Pos. | Atleta             | Nazione          | Tempo Ufficiale | Tempo Ufficioso |
| ---- | ------------------ | ---------------- | --------------- | --------------- |
| 1    | Eddy Ottoz         | Italia           | 14"6            | 14"63           |
| 2    | Lázaro Betancourt  | Cuba             | 14"6            | 14"67           |
| 3    | Valentin Čistjakov | Unione Sovietica | 14"7            | 14"75           |
| 4    | Léopold Marien     | Belgio           | 14"9            | 14"93           |
| 5    | Georgios Marsellos | Grecia           | 14"9            | 14"97           |
| 6    | Kuda Ditta         | Malaysia         | 15"1            | 15"17           |
| 7    | Christian Voigt    | Germania         | 15"1            | 15"19           |
| 8    | Samir Vincent      | Iraq             | 16"2            | n/d             |

| Pos. | Atleta                   | Nazione       | Tempo Ufficiale | Tempo Ufficioso |
| ---- | ------------------------ | ------------- | --------------- | --------------- |
| 1    | Marcel Duriez            | Francia       | 14"2            | 14"22           |
| 2    | Hayes Jones              | Stati Uniti   | 14"2            | 14"24           |
| 3    | Mike Parker              | Gran Bretagna | 14"2            | 14"26           |
| 4    | Gurbachan Singh Randhawa | India         | 14"3            | 14"37           |
| 5    | Werner Trzmiel           | Germania      | 14"3            | 14"38           |
| 6    | Akira Tanaka             | Giappone      | 14"5            | 14"58           |
| 7    | Edward Akika             | Nigeria       | 14"7            | 14"70           |

### Semifinali
| Pos.   | Atleta                   | Nazione          | Tempo Ufficiale | Tempo Ufficioso |
| ------ | ------------------------ | ---------------- | --------------- | --------------- |
| 1      | Anatolij Michailov       | Unione Sovietica | 13"9            | 13"90           |
| 2      | Gurbachan Singh Randhawa | India            | 14"0            | 14"04           |
| 3      | Giorgio Mazza            | Italia           | 14"0            | 14"06           |
| 4      | Marcel Duriez            | Francia          | 14"0            | 14"10           |
| 5      | Hinrich John             | Germania         | 14"1            | 14"14           |
| 6      | Lázaro Betancourt        | Cuba             | 14"2            | 14"23           |
| 7      | Willie Davenport         | Stati Uniti      | 14"2            | 14"28           |
| Squal. | Valentin Čistjakov       | Unione Sovietica |                 |                 |

| Pos. | Atleta              | Nazione          | Tempo Ufficiale | Tempo Ufficioso |
| ---- | ------------------- | ---------------- | --------------- | --------------- |
| 1    | Blaine Lindgren     | Stati Uniti      | 13"9            | 13"95           |
| 2    | Giovanni Cornacchia | Italia           | 14"0            | 14"06           |
| 3    | Hayes Jones         | Stati Uniti      | 14"0            | 14"06           |
| 4    | Eddy Ottoz          | Italia           | 14"1            | 14"12           |
| 5    | Bo Forssander       | Svezia           | 14"2            | 14"21           |
| 6    | Aleksandr Kontarev  | Unione Sovietica | 14"2            | 14"27           |
| 7    | Hirokazu Yasuda     | Giappone         | 14"3            | 14"3            |
| 8    | Mike Parker         | Gran Bretagna    | 14"6            | 14"65           |

### Finale
| Pos.    | Corsia | Atleta                   | Età | Nazione          | Tempo Ufficiale | Tempo Ufficioso |
| ------- | ------ | ------------------------ | --- | ---------------- | --------------- | --------------- |
| Oro     | 6      | Hayes Jones              | 26  | Stati Uniti      | 13"6            | 13"67           |
| Argento | 1      | Blaine Lindgren          | 25  | Stati Uniti      | 13"7            | 13"74           |
| Bronzo  | 8      | Anatolij Michailov       | 27  | Unione Sovietica | 13"7            | 13"78           |
| 4       | 3      | Eddy Ottoz               | 20  | Italia           | 13"8            | 13"84           |
| 5       | 4      | Gurbachan Singh Randhawa | 25  | India            | 14"0            | 14"09           |
| 6       | 5      | Marcel Duriez            | 24  | Francia          | 14"0            | 14"09           |
| 7       | 7      | Giovanni Cornacchia      | 25  | Italia           | 14"1            | 14"12           |
| 8       | 2      | Giorgio Mazza            | 25  | Italia           | 14"1            | 14"17           |